# Diego Vandeschrick
Diego Vandeschrick (Kinshasa, 13 november 1984) is een Belgisch voormalig karateka.

## Levensloop
Vandeschrick behaalde in 2006 zilver in de gewichtsklasse -70kg van het kumite op de wereldkampioenschappen in het Finse Tampere. Op de Wereldspelen van 2009 te Kaohsiung behaalde hij eveneens zilver, ditmaal in gewichtscategorie -75kg in het kumite. Op de Europese kampioenschappen won hij brons in 2004 in het Russische Moskou en in 2007 in het Slowaakse Bratislava in de gewichtscategorie -70kg van het kumite en in 2005 in het Spaanse San Cristóbal de La Laguna in de open categorie van het kumite. Tevens won hij er zilver in 2003 in het Duitse Bremen en in 2006 in het Noorse Stavanger in de gewichtscategorie -70kg van het kumite, alsook in de open categorie van het kumite in 2006. Ten slotte werd hij in 2008 Europees kampioen in het Estse Tallinn.